# Frihetens pelare

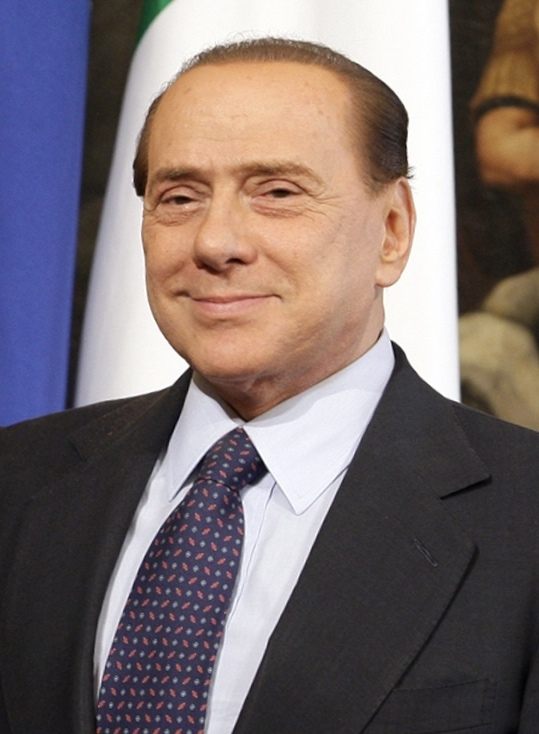
Frihetens pelare leddes av Silvio Berlusconi

Frihetens pelare (Polo delle Libertà, PdL) var en italiensk valallians bestående av center-högerpartier. Den bildades av Silvio Berlusconi inför det italienska parlamentsvalet i Italien 1994. Alliansen ställde ursprungligen bara upp i de norra delarna av Italien, men 1996 utökades alliansen så att den omfattade hela Italien. Den ersattes 2001 av den nya valalliansen Frihetens hus, som var en kombination av Frihetens pelare och Lega Nord, som ingick i Frihetens pelare 1994 men inte 1996.

## Deltagande partier 1994
- Forza Italia (FI)
- Kristdemokratiskt centrum (CCD)
- Lega Nord (LN)
- Mittenunionen (UC)
- Marco Pannellas lista (LPM)
- Liberaldemokratiska pelaren
- Partito Liberale (PL)

## Deltagande partier 1996
- Forza Italia (FI)
- Kristdemokratiskt centrum (CCD)
- Nationella alliansen (AN)
- Lista Pannella (LP)
- Cristiani Democratici Uniti (CDU)